# Aphantopus hyperantoides
Aphantopus hyperantoides är en fjärilsart som beskrevs av Embrik Strand 1919. Aphantopus hyperantoides ingår i släktet Aphantopus och familjen praktfjärilar. Inga underarter finns listade i Catalogue of Life.